# Seeve
Seeve er en biflod til Elben  i  den tyske delstat Niedersachsen.  Den er omkring 40 km lang, og har sit udspring i nærheden af Wehlen i den nordlige del af Lüneburger Heide. 
Seeve er en  flod med en relativ konstant vandtemperatur på 6−8 grader, og er kendt som den koldeste flod i det nordlige Tyskland. 
Kommunen  Seevetal er opkaldt efter floden.

53°28′N 9°59′Ø / 53.467°N 9.983°Ø